# Мария Изабелла Испанская
Мария Изабелла де Бурбон и Бурбон-Пармская (исп. María Isabel de Borbón y Borbón-Parma; 6 июля 1789, Мадрид, Испания — 13 сентября 1848, Портичи, Королевство Обеих Сицилий) — инфанта Испанская, в замужестве королева-консорт Обеих Сицилий.
Самая младшая дочь испанского короля Карла IV и Марии Луизы Бурбон-Пармской. В возрасте 13 лет в 1802 году вышла замуж за своего двоюродного брата Франциска, наследного принца Неаполитанского, который был вдовцом. Последующие её годы были отмечаны наполеоновскими войнами, повлиявшими на итальянский полуостров. В 1806 году она была вынуждена бежать из Неаполя в Сицилию вместе с мужем и детьми. Проживала до 1820 года в Палермо.
Брак был очень успешным, супруги любили друг друга, а брак принёс неаполитанскому дому двенадцать детей. Мария Изабелла не блистала в политике, как её свекровь Мария Каролина Австрийская, но была любима народом. В 1825 году её муж взошёл на престол и стал королём Обеих Сицилий. Мария Изабелла получила титул королевы. Во время его правления, которое длилось до его смерти в 1830 году, Мария Изабелла не играла никакой политической роли, однако была известна в народе своей добротой и щедростью. В 1830 году посещала родную Испанию, где её дочь стала четвёртой супругой короля Фердинанда VII.
Как королева-мать она оставалась популярной фигурой в королевстве. Её старший сын стал впоследствии королём Фердинандом II. В 1839 году с его одобрения Мария Изабелла заключила второй морганатический брак. Умерла 13 сентября 1848 года в возрасте 59 лет.

## Испанская инфанта
Родители Марии Изабеллы Испанской
Мария Изабелла де Бурбон и Бурбон-Пармская родилась в Королевском дворце в Мадриде. Она стала одиннадцатым ребёнком короля Испании Карла IV (1748—1819) и Марии Луизы Бурбон-Пармской (1751—1819). По отцу она внучка короля Карла III и Марии Амалии Саксонской, а по матери — внучка герцога Пармского Филиппа I и Марии Луизы Елизаветы Французской, дочери французского короля Людовика XV. Деды инфанты были родными братьями — оба сына короля Филиппа V и Изабеллы Фарнезе.
Отец Марии Изабеллы был хорошим правителем и физически развитым человеком, однако, по мнению многих при дворе он не обладал особыми интеллектуальными способностями и был слишком доверчивым человеком. Хотя он и считался могущественным европейским монархом, он никогда не утруждал себя государственными делами, часто оставляя их на свою супругу или Мануэля Годой — своего ближайшего соратника и друга. Мать инфанты была главой семьи и имела огромное влияние на короля. Рождение Марии Изабеллы совпало с приходом к власти Мануэля Годой. Будучи не популярной в народе королевой, Марию Луизу обвиняли в романе с Годой, и, как следствие, ходили слухи, что Мари Изабелла была рождена не от короля, а от Мануэля Годой, который в 1792 году стал первым министром королевства.
Детство Марии Изабеллы совпало с французской революцией и приходом к власти Наполеона во Франции и нестабильной политической обстановкой в Испании. Самая юная из всех выживших детей королевской четы, Мария Изабелла росла под их влиянием, а её образование было не слишком хорошим для будущей королевы. Мария Изабеллы изображена вместе со всей семьёй на картине Франсиско Гойи Король Испании Карл IV и его семья.
В декабре 1800 года в Испанию прибыл Люсьен Бонапарт в качестве нового посла Франции в Испании. Через него, королева Мария Луиза предложила Марии Изабелле выйти замуж за Наполеона Бонапарта в апреле 1801 года. Тогда он уже был женат два года на Жозефине Богарне, но готов был развестись с ней, чтобы жениться на принцессе из королевской семьи, и по той причине, что в семье не было наследников. Наполеон был не слишком высокого мнения о Бурбонах, сказав: «Если бы я должен был вступить во второй брак, то не взглянул бы даже на этот дом в руинах для моих потомков».

## Брак

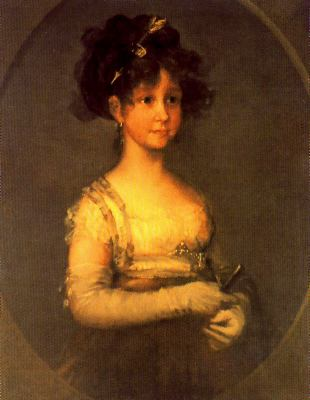
Инфанта Мария Изабелла. Портрет кисти Франсиско Гойи.

Мать Марии Изабеллы стремилась выдать дочь за наследного принца одного из католических королевств. Весной 1801 года она обратила внимание на герцога Калабрийского Франциска, наследного принца Неаполитанского и Сицилийского. На тот момент его первая жена Мария Клементина Австрийская ещё была жива, но умерла от чахотки в том же году.
Идея выдать Марию Изабеллу замуж за вдовца была предложена французским дипломатом Alquier, который был послом в Мадриде и Неаполе. Это был своеобразный план союза между Испанией и Неаполитанским королевством, подкреплённый заключением двойного союза между Марией Изабеллой Испанской и герцогом Калабрийским и Фердинандом, принцем Астурийским, заключившего брак с Марией Антонией Бурбон-Сицилийской.
Наследный принц Франциск был сыном короля Неаполитанского и Сицилийского Фердинанда I и Марии Каролины Австрийской, родной сестры казнённой французской королевы Марии Антуанетты. Отцы Марии Изабеллы и Франциска были родными братьями. В Неаполе король Фердинанд хорошо воспринял идею женить своего сына на испанской инфанте, и, тем самым улучшить свои отношения с братом королём Испании. Королева Неаполя Мария Каролина, ненавидящая наполеоновскую Францию, из-за симпатий Испании к ней, была против этого союза. Инфанте Марии Изабелле на момент объявления помолвки исполнилось всего двенадцать лет и это было очень необычно в то время заключать в брак в столь юном возрасте, однако, её ранний брак был оправдан желанием как можно скорее заключить союз между Неаполем и Испанией против нарастающего могущества Французской империи Наполеона.
Документы о заключении двух браков были подписаны в апреле 1802 года в Аранхуэсе. 6 июля 1802 года Марии Изабелле исполнилось тринадцать лет и в тот же день она вышла замуж за своего двоюродного брата герцога Калабрийского Франциска в Мадриде, став его второй женой. На свадьбе вместе жениха стоял брат Марии Изабеллы принц Астурийский Фердинанд. 13 августа королевская семья прибыла в Барселону, где брата и сестру ожидали их неаполитанские супруги. 4 октября были подписаны все брачные документы и началось празднование двойной свадьбы, длившееся до 12 октября, после чего Мария Изабелла покинула Испанию и отправилась вместе с мужем в Неаполь.

## Наследная принцесса

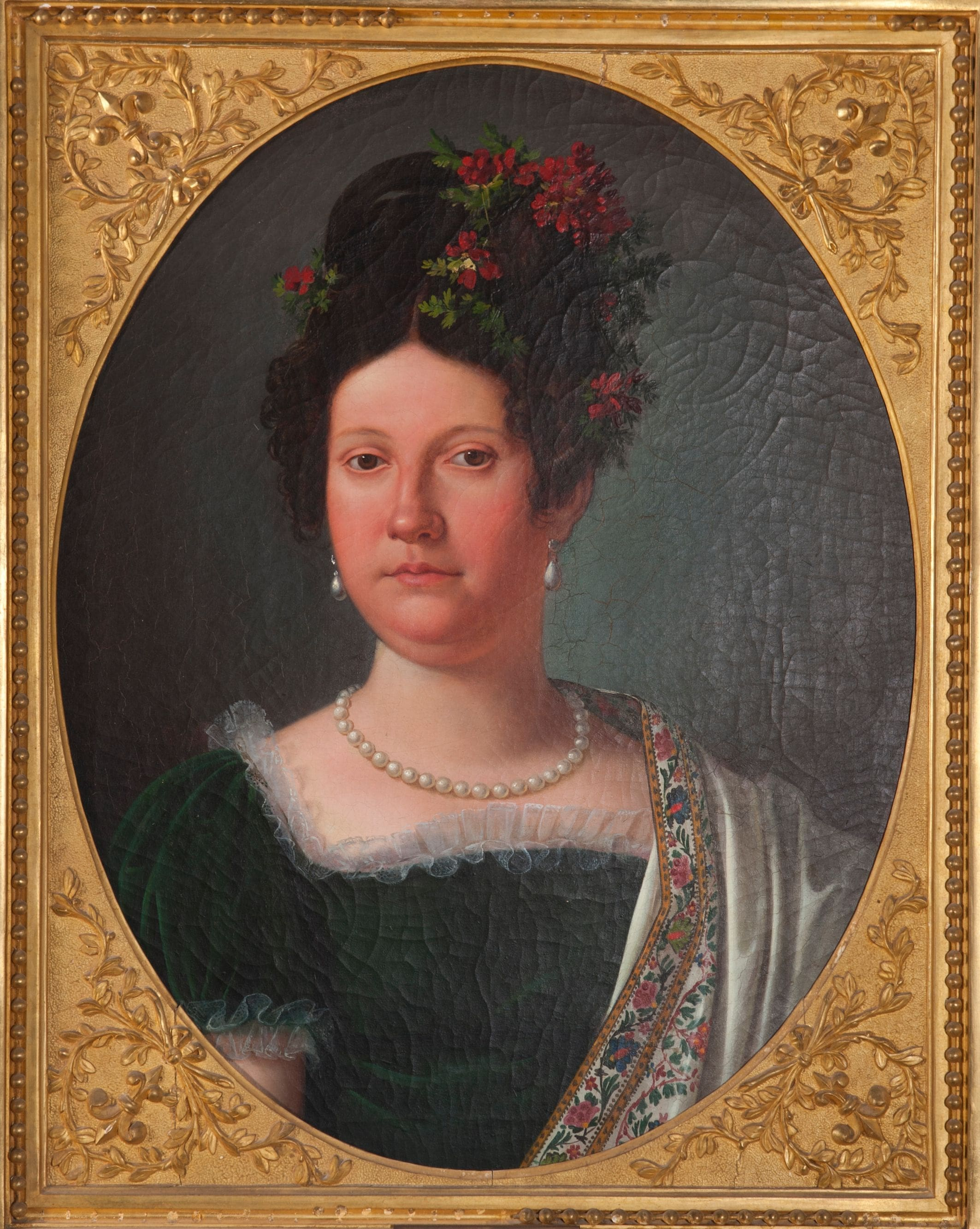
Мария Изабелла, наследная принцесса Неаполя и Сицилии.

После своего прибытия в Неаполь Мария Изабелла не вызывала особого восхищения при дворе. Все дочери короля Карла IV были невысокого роста и не отличались красотой. В отличие от сестер, Мария Изабелла обладала правильными чертами лица, выглядела ещё моложе своих тринадцати лет. Была описана как «маленькая и круглая как шар». Её свекровь Мария Каролина была близка с первой женой Франциска, которая приходилась ей племянницей. Первое впечатление королевы была не благоприятным, она писала следующее:
Прекрасное, свежее, здоровое лицо, она не похожа на Бурбонов, белая и красная, с чёрными глазами. Она очень толстая и тучная с короткими ногами. Такова её внешность. Остальное описать не могу, потому что сама понять того не понимаю. Плоха во всех отношениях, знаниях, идеях, любопытна. Ничего, абсолютно ничего. Она немного говорит на испанском, ни на итальянском, ни на французском, простые выражения, да или нет, без особого разбора. Она все время улыбается, довольна она или нет...ребенок Франциска, которому только четыре имеет больше интеллекта. Франциск велел учителям обучить её итальянскому, географии и арифметике. Она толком ничего не знает, кроме игры на фортепиано. Я попыталась похвалить её и подтолкнуть на разговор. Она ничего не чувствует, лишь смеется. Похоже, она никогда не достигнет зрелости. Если я, амбициозная и интригующая женщина, должна быть очарована ей, имея такую невестку, которая никогда никем не станет, я должна быть слишком добра для этого. Я всеми способами пытаюсь сделать из неё компаньонку Франциску, даже если это обратит её против меня. Все испанские планы, схемы и действия получили сильный удар после прибытия этой Принцессы и её совершенного ничтожества.
Будучи наследной принцессой Неаполя и Сицилии Мария Изабелла не принимала никого участия в политической жизни. Молодая и неопытная, не имеющая энергии и соответствующего образования, она не могла быть активным участником общественной жизни. Когда принцессе было пятнадцать лет, родилась её первая дочь Луиза Карлота 24 октября 1804 года. Она также имела падчерицу Марию Каролину Бурбон-Сицилийскую, ставшую позже герцогиней Беррийской.
После коронации Наполеона I в качестве императора французов он начал расширять своё влияние на итальянский полуостров. Опасаясь потерять корону король Фердинанд вступил в Третью коалицию против Франции. Войска Наполеона разгромили союзническое войско под Аустерлицем в декабре 1805 года и неаполитанское под Кампо Тенезе. После этих побед французы заняли все неаполитанское королевство, а его корона была передана, с позволения Наполеона, его брату Жозефу Бонапарту, а через четыре года — Иоахиму Мюрату.
Мария Изабелла вместе со всей королевской семьёй была вынуждена покинуть Неаполь и переехать на Сицилию в феврале 1806 года. Несмотря на многочисленные попытки Мюрата вторгнуться и захватить Сицилию, ему сделать этого так и не удалось. Королевская семья находилась под защитой британской армии. Фердинанд и Мария Каролина продолжали считаться монархами Сицилии, хотя реальная власть была в руках у лорда Уильяма Генри Кавендиш-Бентинка, командующего британскими войсками на острове. Им был разработан специальный устав, который лишал Фердинанда власти. Следующие годы семья провела в Палермо, редко посещая официальные мероприятия, где требовалось их присутствие.
В 1812 году Франциск, муж Марии Изабеллы был назначен регентом. Она продолжала не принимать участие в политической сфере находясь в изгнании в Палермо. Франциск столкнулся с противостоянием местной аристократии, которая не желала платить новые налоги для финансирования войск, сражающихся против Франции. Лишённая влияния и власти королева Мария Каролина была сослана в Австрию в 1813 году. В следующем году там и умерла.

## Герцогиня Калабрийская

Семья Марии Изабеллы и Франциска (сидит с левом нижнем углу, на руках дочь Мария Каролина).

В 1815 году, находясь под австрийской защитой, король Фердинанад вернулся в Неаполь. Не признав сицилийскую конституцию, он соединил Сицилию и Неаполь в единое королевство. С 1816 года он принял титул Короля Обеих Сицилий. Наследные принц Франциск и принцесса Мария Изабелла получили от него титул герцогов Калабрийских как наследники нового объединённого королевства. Супруги на протяжении 1815—1820 года оставались в Сицилии, где Франциск был наместником, редко посещали Неаполь.
Несмотря на то, что Мария Изабелла покинула Испанию в раннем возрасте, она постоянно поддерживала связь с семьёй в её родной стране. Осенью 1818 года она посетила своих родителей в Риме, которые жили в изгнании. Она находилась с ними вплоть до смерти матери в январе 1819 года. Мария Изабелла сама выбирала мужей для своих дочерей. Четырёх из шести своих дочерей она выдала замуж за представителей испанской королевской семьи. Первый из этих браков состоялся в апреле 1819 года, когда её старшая дочь Луиза Карлота вышла замуж за своего дядю (брата матери) Франсиско де Паула де Бурбона.
Начиная с 1804 года Мария Изабелла постоянно была беременна. За 29 лет брака она родила двенадцать детей, шесть дочерей и шесть сыновей. Ни один из детей не умер в детстве, все достигли взрослого возраста.
Мария Изабелла, все ещё продолжая жить в Палермо, начала тосковать по жизни на континенте. В июле 1820 года они с мужем наконец вернулись в Неаполь. Король Фердинанд теперь подчинялся Австрии, а австрийский граф Нагент был главнокомандующим неаполитанской армии. Следующие четыре года король правил как абсолютный монарх, не проводя никаких конституционных реформ и нововведений. В этот период Мария Изабелла родила двоих детей, Терезу Кристину, будущую императрицу Бразилии в 1822 году и Луджи, графа Акуила в 1824.

## Королева Обеих Сицилий

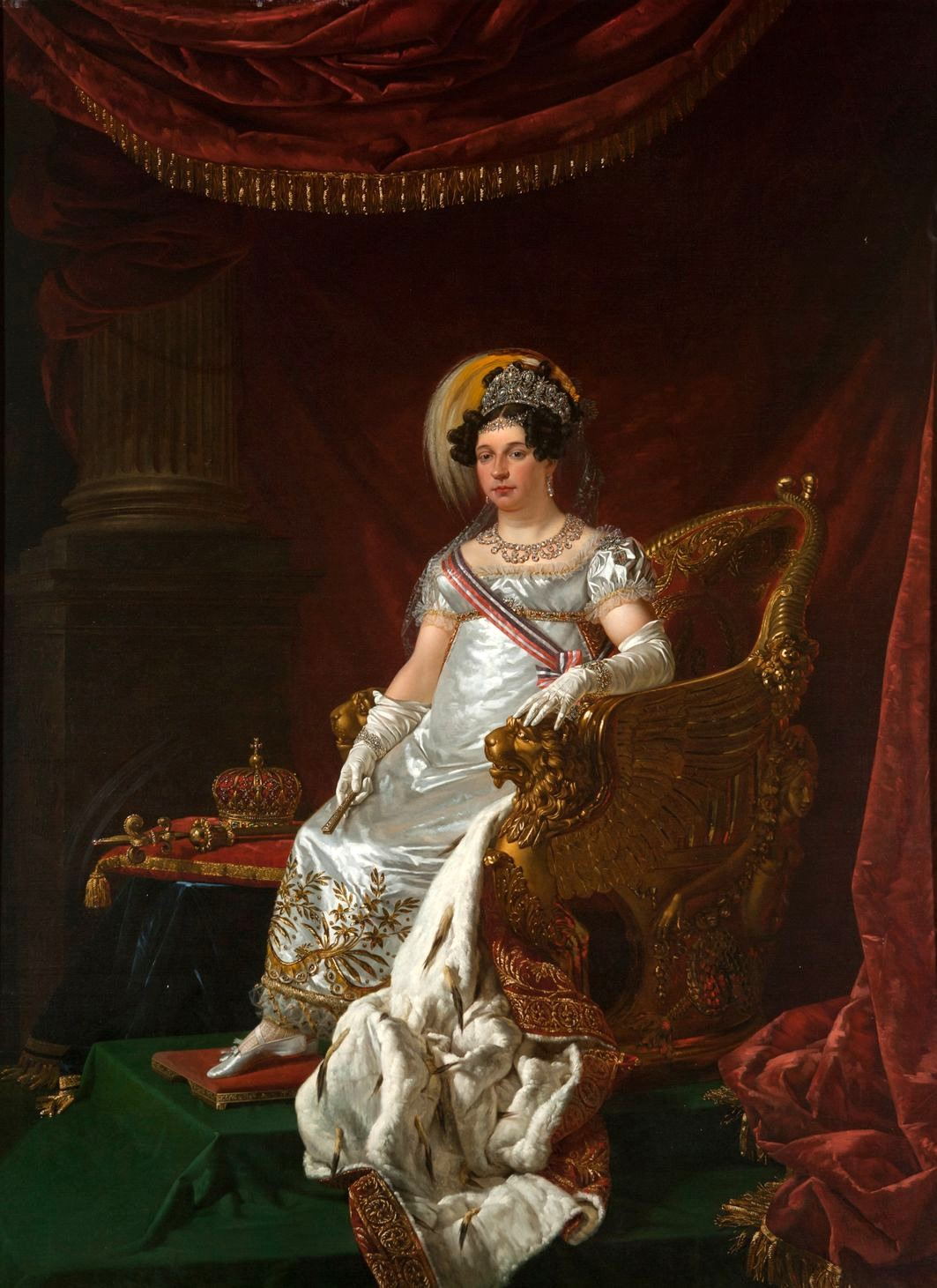
Королева Обеих Сицилий Мария Изабелла. Портрет работы Hanselaere, Королевский дворец в Казерте

Король Фердинанд I умер 4 января 1825 года, передав престол сыну королю Франциску I. Мария Изабелла стала королевой Обеих Сицилий. На момент вступления на престол Франциску шёл 47 год, он был достаточно крупным человеком, с благими намерениями, простой в манерах, интересовавшийся больше сельским хозяйством, нежели политикой. Сельским хозяйством король активно занимался до вступления на престол. Новый король был более образован чем его предшественник, однако слаб своей волей и характером. В своё короткое правления (правил в 1825—1830 года) он практически не управлял страной, передав всю власть в руки Луиджи дель Медичи, премьер-министра королевства, своего камердинера Микеланджело Виджлиа и Катерины де Симон, фрейлины своей жены.
В роли королевы Мария Изабелла не оказывала никакого влияния на политику. Она не имела ни желания ни сил оказывать влияние на правительство и поддержку своему слабовольному супругу. Из постоянной беременности королева ещё более увеличилась в весе, нежели была в молодости. Мария Изабелла была легкомысленной и добросердечной натурой. Она любила театр, балы и гуляния. Простая в общении, королева была намного популярней чем её супруг.
Королевская семья постоянно жила в окружении солдат, боясь вспышки новой революции. Их безопасность была гарантирована австрийскими военными, которые дислоцировали в Неаполе, однако королевство должно было выплачивать огромные суммы за оказанную помощь, что легко на плечи местного населения. Казна королевства была пуста, рос государственный долг. По совету Медичи королевская чета вместе с однолетним сыном Луиджи отправилась в Милан в мае 1825 года, чтобы просить у австрийцев сокращения оккупационных войск в стране. После соглашения между Медичи и австрийским графом Карлом Людвигом Фикельмоном король и королева вернулись в Неаполь 18 июля. Австрийская армия была сокращена до 12 000 человек в феврале 1827 года.
13 августа 1827 года Мария Изабелла родила своего двенадцатого и последнего ребёнка Франческого, графа ди Трапани. Постоянным спутником королевы была её дочь Мария Кристина, отличавшаяся кокетство как мать. В начале 20-х годом родители стали подыскивать ей подходящую партию. Мария Кристина вышла замуж за своего дядю и брата Марии Изабеллы короля Фердинанда VII, став его четвёртой супругой. Этому браку поспособствовала старшая дочь Луиза Карлота.
Фердинанд VII пригласил короля и королеву сопровождать их дочь в Мадрид. Состояние Франциска было очень плохим, он страдал подагрой. Марии Изабелле очень хотелось посетить родную страну после 27 лет жизни за границей. Она убедила мужа совершить путешествие в Испанию. Их старший сын Фердинанд был оставлен в королевстве в качестве регента на время отсутствия родителей.
28 сентября 1829 года супруги прибыли в Испанию, перед этим посетив Папу Пия VIII в Риме. В Гренобле Мария Изабелла с супругом навестили Марию Каролину, герцогиню Беррийскую — дочь Франциска от первого брака и падчерицу Марии Изабеллы. Они не виделись тринадцать лет. После того, как их дочь вышла замуж 25 января 1830 года, супруги отправились обратно на родину. По дороге они снова заехали в Марии Каролине. Там они гостили в замке Шамбор. Далее они поехали в Париж, где их принимал король Карл X. Только в июне они отправились в Геную, а оттуда — в Неаполь. 30 июля 1830 года они были в столице. После их возвращения здоровье короля все время ухудшалось. Он умер 8 ноября 1830 года рядом с супругой.

## Королева-мать
После смерти мужа новым королём стал старший сын Фердинанд II. Вдовствующая королева неожиданно была втянута в либеральный заговор князя Винченцо Руффо делла Скалетта и маркиза делла Фавара Педро Уго. Их целью было объявить Марию Изабеллу регентом, вытеснив консервативные взгляды её сына хотя бы на пару лет. Заговор был раскрыт. Фердинанду было всего двадцать лет, когда он вступил на престол после смерти отца. Застенчивый от рождения, он всё же был более энергичней своего отца и деда и относился к своему долгу серьёзно. Отношения между матерью и сыном были прохладными. Королева-мать явно отдавал предпочтение младшему брату Карлу Фердинанду, принцу Капуи, который отличался легкомыслием и открытостью.
В первые годы вдовства Мария Изабелла была ещё молодой женщиной, волей к жизни и некоторой красотой, несмотря на свою полноту. Окруженная молодыми аристократами, она имела к ним слабость. Согласно слухам у неё имелось несколько любовников, что очень раздражало и нервировало короля. Мария Изабелла была добра к своей невестке Марии Кристине Савойской, на которой её сын женился 21 ноября 1832 года. Новая королева смогла наладить отношения сына и матери.
Вдовствующая королева продолжала искать мужей для своих дочерей. В 1832 году её дочь Мария Амалия вышла замуж за инфанта Себастьяна Испанского, приходившегося двоюродным братом Марии Изабелле. Уже после её смерти в 1850 году её дочь Мария Каролина сочеталась браком с Карлосом, графом Монтемолин, карлистического претендентом на испанский престол. В 1833 году её дочь Мария Антония вышла замуж за Леопольда II, великого герцога Тосканского, который был вдовцом.
В 1835 году у неё начался роман с бароном Петером фон Schmuckher, женатым австрийским офицером. Их отношения бурно развивались и обсуждали при дворе. В 1837 году его жена скончалась. Мария Изабелла стала задумываться о браке с ним. Однако, Петер стал просить титул и обращение «Королевского Высочества» как супруг вдовствующей королевы. Мария Изабелла после таких слов отвергла любовника и попросила сына выслать его за границу, что и было сделано в январе 1838 года.

## Последующая жизнь
В январе 1836 года Мария Изабелла стала крестной своему внуку Франциску, герцогу Калабрийскому. В марте того же года второй сын королевы принц Капуи заключил морганатический брак с Пенелопой Смит. Король не простил брата за это и ему был воспрещен въезд в страну. Королева молила сына о помиловании, но из этого ничего не вышло. Принц Капуи вместе с супругой прожили жизнь в Англии, изредка бывали во Франции и Милане. Мария Изабелла больше не видела сына.
Королеве очень хотелось вступить во второй брак. Для этого её сын-король предоставил ей список аристократов, за которых она могла выйти. Она долго колебалась, но в конце концов выбрала Франческо, графа Бальзо, герцога Презенцано (1805—1882) из древнего, но обедневшего дворянского рода. 15 января 1839 года состоялась их частная свадьба. Невесте было 50 лет, жениху — 34. Детей от брака не было. Её супруг ушёл с государственной службы и они оба поселили во дворце Каподимонте в Неаполе.
Большим ударом для неё было убийство её сына Антоно, графа Лечче в январе 1843 года. Её пятый сын принц Луиджи, граф Акуила сделал карьеру в военно-морском флоте и был женат на бразильской принцессе Жануарии, дочери Педру I. В 1843 году он отправился вместе со своей сестрой Терезой Кристиной, которая выходила замуж за бразильского императора Педру II. В 1845 году король Франции Луи Филипп выдвинул предложение женить испанскую королеву Изабеллу II на Франческо, графе ди Трапари, самом младшем ребёнке Марии Изабеллы. Однако брак не состоялся.
В 1847 году вспыхнул политический кризис. Мария Изабелла, её сын Леопольд, граф Сиракузский и Леопольд, принц Салерно выступали за проведение либеральных реформ в государстве, но они так и не были осуществлены. Благодаря своему приветливому характеру и щедрости по отношению к бедным, Мария Изабелла до конца своих дней оставалась очень популярной среди простого народа. Она умерла 13 сентября 1848 года в возрасте 59 лет. Погребена в базилике Санта-Кьяра, Неаполь.

## Дети
В браке с Франциском I королём Обеих Сицилий родилось двенадцать детей, шесть дочерей и шесть сыновей:
- Луиза (1804—1844) — в 1819 вышла замуж за Франсиско де Паула Испанского, имела одиннадцать детей;
- Мария Кристина (1806—1878) — в 1829 вышла замуж за короля Испании Фердинанда VII, в браке было две дочери, овдовев вышла замуж второй раз в 1833 году за Августина Фернандо, герцога Реансарес, имела семеро детей;
- Фердинанд II (1810—1859) — король Обеих Сицилий, был женат на Марии Кристине Савойской, имел от брака сына, после её смерти женился на Марии Терезе Австрийской, имел от неё двенадцать детей;
- Карл Фердинанд (1811—1862) — принц Капуи, в 1836 году женился морганатическим браком на Грете Пенелопе Смит, имел двух детей;
- Леопольд (1813—1860) — граф Сиракузский, в 1837 году женился на Марии Виттории Савойской-Кариньян, имел дочь умершую в детстве;
- Мария Антуанетта (1814—1898) — в 1833 году вышла замуж за великого герцога Леопольда II Тосканского, имела десять детей;
- Антонио (1816—1843) — граф Лечче, умер бездетным;
- Мария Амалия (1818—1857) — в 1832 году вышла замуж за Себастьяна Испанского, детей не имела;
- Мария Каролина (1820—1861) — в 1850 году вышла замуж за Карла Испанского, детей не имела;
- Тереза Кристина (1822—1889) — в 1843 году вышла замуж за императора Бразилии Педру II, имела двух сыновей и двух дочерей;
- Луиджи (1824—1897) — граф Акуила, в 1844 году женился на бразильской принцессе Жануарии, имел четырёх детей;
- Франческо (1827—1892) — граф Трапани, в 1850 женился на Марии Изабелле Австрийской, имел шестеро детей.

## Награды
— Орден Королевы Марии Луизы (Испания);